# Нова-Суль (гмина)
Нова-Суль (пол. Nowa Sól) — сельская гмина (волость) в Польше, входит как административная единица в Новосольский повет, Любушское воеводство. Население — 6541 человек (на 2004 год).

## Сельские округа
1. Бучкув
2. Хелмек
3. Цепелюв
4. Домбровно
5. Езорна
6. Йодлув
7. Келч
8. Лелехув
9. Липины
10. Любешув
11. Любенцин
12. Нове-Жабно
13. Пшиборув
14. Рудно
15. Станы
16. Стара-Весь
17. Стары-Став
18. Вроцишув

## Соседние гмины
1. Гмина Боядла
2. Гмина Бытом-Оджаньски
3. Гмина Кольско
4. Гмина Кожухув
5. Нова-Суль
6. Гмина Нове-Мястечко
7. Гмина Отынь
8. Гмина Седлиско
9. Гмина Слава